# الخط E للشبكة الجهوية السريعة في إيل دو فرانس
الخط E للشبكة الجهوية السريعة في إيل دو فرانس (بالفرنسية: Ligne E du RER d'Île-de-France)، والمعروف إختصاراً بـ (بالفرنسية: RER E)، هو أحد خطوط الشبكة الجهوية السريعة في إيل دو فرانس، التي تديرها الشركة الوطنية للسكك الحديدية.

## تاريخ
افتُتح خط E في 14 يوليو 1999 بين محطتي أوسمان سان لازار وشيل غورني. شمل المشروع إنشاء نفق بطول 2 كيلومتر بين أوسمان سان لازار ومجنتا، ما أتاح الربط بمحطتي الشمال ومحطة باريس الشرقية.
أضيف فرع جديد إلى الخط في 30 أغسطس 1999، يمتد من نويزي-لو-سك إلى فيييه-سور-مارن – لو بليسيه-تريفاز. امتد هذا الفرع لاحقًا إلى تورنان في 14 ديسمبر 2003.
افتُتحت محطة روزا باركس في الدائرة التاسعة عشرة من باريس في 13 ديسمبر 2015، بين محطتي مجنتا وبانتان.
بدأ تشغيل المرحلة الأولى من التوسعة الغربية في 6 مايو 2024، وضمت ثلاث محطات جديدة: نويي–بورت مايو، لا ديفونس، ونانتير–لا فولي. اقتصر التشغيل الأولي على خدمة مكوكية محدودة بين نانتير ومجنتا خارج أوقات الذروة. بدأ التشغيل الكامل للقطارات العابرة للخط بكامل طاقته في 15 ديسمبر 2024.